# Festival cinematografico internazionale di Mosca 1961
La 2ª edizione del Festival cinematografico internazionale di Mosca si è svolta a Mosca dal 9 al 23 luglio 1961.
Il Grand Prix fu assegnato al film sovietico Cieli puliti diretto da Grigorij Čuchraj e al film giapponese L'isola nuda diretto da Kaneto Shindō.

## Giuria
- Sergej Jutkevič ( Unione Sovietica - Presidente della Giuria)
- Čyngyz Ajtmatov ( Unione Sovietica)
- Zoltán Várkonyi ( Ungheria)
- Luchino Visconti ( Italia)
- Sergej Gerasimov ( Unione Sovietica)
- Karel Zeman ( Cecoslovacchia)
- Mehboob Khan ( India)
- Joshua Logan ( Stati Uniti)
- Leon Moussinac ( Francia)
- Roger Manwell ( Regno Unito)
- Francisco Piña ( Messico)
- Walieddin Youssef Samih ( Egitto)
- Jerzy Toeplitz ( Polonia)
- Huang Guang ( Cina)
- Michael Tschesno-Hell ( Germania Est)
- Liviu Ciulei ( Romania)
- Borislav Sharaliev ( Bulgaria)

## Film in competizione
| Film                                                                | Regista                                             | Nazione                   |
| ------------------------------------------------------------------- | --------------------------------------------------- | ------------------------- |
| Alba Regia                                                          | Mihály Szemes                                       | Ungheria                  |
| La grande ruota (Das Riesenrad)                                     | Géza von Radványi                                   | Germania Ovest            |
| Accadde a Vienna (Das große Wunschkonzert)                          | Arthur Maria Rabenalt                               | Austria                   |
| Det store varpet                                                    | Nils R. Müller                                      | Norvegia                  |
| Pedjuang                                                            | Usmar Ismail                                        | Indonesia                 |
| La freccia del giustiziere (Wilhelm Tell)                           | Michel Dikoff                                       | Svizzera                  |
| Sunrise at Campobello                                               | Vincent J. Donehue                                  | USA                       |
| Alla vi barn i Bullerbyn                                            | Olle Hellbom                                        | Svezia                    |
| Tutti a casa                                                        | Luigi Comencini                                     | Italia, Francia           |
| L'isola nuda (Hadaka no shima)                                      | Kaneto Shindō                                       | Giappone                  |
| La sete (Setea)                                                     | Mircea Drăgan                                       | Romania                   |
| L'enclos                                                            | Armand Gatti                                        | Francia, Yugoslavia       |
| A byahme mladi                                                      | Binka Zhelyazkova                                   | Bulgaria                  |
| Kukuli                                                              | Luis Figueroa, Eulogio Nishiyama e Cesar Villanueva | Perù                      |
| Kurulubedda                                                         | L. S. Ramachandran                                  | Ceylon                    |
| Chaudhvin Ka Chand                                                  | Mohammed Sadiq                                      | India                     |
| Ulaan-Baatart baygaa miniy aavd (A mio padre che sta a Ulaanbaatar) | Dejidiin Jigjid                                     | Mongolia                  |
| Bidaya wa Nihaya                                                    | Salah Abu Seif                                      | Egitto                    |
| Nebeski odred                                                       | Boško Boškovič e Ilija Nikolic                      | Yugoslavia                |
| Lu'a trung tuyen                                                    | Pham Van Khoa e Le Min Hien                         | Vietnam del Nord          |
| Den sidste vinter                                                   | Frank Dunlop, Anker Sørensen e Edvin Tiemroth       | Danimarca, Germania Ovest |
| La ballata dei fantasmi (Das Spukschloß im Spessart)                | Kurt Hoffmann                                       | Germania Ovest            |
| Professor Mamlock                                                   | Konrad Wolf                                         | Germania Est              |
| Il garofano verde (The Trials of Oscar Wilde)                       | Ken Hughes                                          | Regno Unito               |
| Historias de la revolución                                          | Tomás Gutiérrez Alea                                | Cuba                      |
| Tumangan River                                                      | Chen San In                                         | Corea del Nord            |
| Dziś w nocy umrze miasto                                            | Jan Rybkowski                                       | Polonia                   |
| Geming jiating                                                      | Shui Hua                                            | Cina                      |
| Skandaali tyttökoulussa                                             | Edvin Laine                                         | Finlandia                 |
| La grande rivolta (Juana Gallo)                                     | Miguel Zacarías                                     | Messico                   |
| Pouta                                                               | Karel Kachyňa                                       | Cecoslovacchia            |
| Cieli puliti (Čistoe nebo)                                          | Grigorij Čuchraj                                    | URSS                      |
| Esta tierra es mía                                                  | Hugo del Carril                                     | Argentina                 |

## Premi
- Grand Prix: 
  - L'isola nuda, regia di Kaneto Shindō
  - Cieli puliti, regia di Grigorij Čuchraj
- Premio Speciale: Tutti a casa, regia di Luigi Comencini
- Premi d'Oro:
  - Professor Mamlock, regia di Konrad Wolf
  - A byahme mladi, regia di Binka Zhelyazkova
- Premi d'Argento:
  - Alba Regia, regia di Mihály Szemes
  - La sete, regia di Mircea Drăgan
  - La ballata dei fantasmi, regia di Kurt Hoffmann
  - Regista: Armand Gatti per L'enclos
  - Attore: Peter Finch per Il garofano verde
  - Attore: Bambang Hermanto per Pedjuang
  - Attrice: Yu Lan per Geming jiating
  - Direttore della fotografia: Boguslaw Lambach per Dziś w nocy umrze miasto
  - Scenografo Bill Constable e Costumista Terence Morgan per Il garofano verde